# Placodus
Placodus var ett släkte av placodonter som levde under början till mitten av trias. Fossil av Placodus har påträffats i centrala delarna av Europa.
Arterna i Placodus kunde bli omkring två meter långa. De hade såväl käken som gommen täckt av breda platta tänder, förstärka av muskler, vilka användes för att slita loss skaldjur från klippor och krossa deras skal.